# 布里姆利 (密歇根州)
金奇洛（英語：Kincheloe）是位於美國密西根州契皮瓦縣的一個普查規定居民點。

## 人口
根據2020年美國人口普查的數據，金奇洛的面積為5.57平方千米，當中陸地面積為4.53平方千米，而水域面積為1.04平方千米。當地共有人口504人，而人口密度為每平方千米90.48人。